# Philippus Innemee
Philippus Hendrik Lodewijk Innemee (* 4. Dezember 1902 in Den Haag; † 10. September 1963 in Wassenaar) war ein niederländischer Radrennfahrer.

## Sportliche Laufbahn
Innemee war im Straßenradsport aktiv. Er war Teilnehmer der Olympischen Sommerspiele 1924 in Paris. Im olympischen Straßenrennen belegte er den 26. Platz. In der Mannschaftswertung kam das Team der Niederlande mit Philippus Innemee auf Platz sechs.